# What Would the Community Think
Albums de Cat Power
Myra Lee
(1996) Moon Pix
(1998)
What Would the Community Think est le troisième album de Cat Power. Il a été enregistré au Easley Recordings Studio de Memphis en février 1996 avec Chan Marshall (guitares, piano, Big Muff), Tim Foljahn (guitares) et Steve Shelley (batterie) et avec l'aide également de Doug Easley (pedal steel) et Davis (Moog).

## Liste des titres
1. In This Hole – 4:59
2. Good Clean Fun – 4:46
3. What Would the Community Think – 4:30
4. Nude as the News – 4:23
5. They Tell Me – 2:53
6. Taking People – 3:25
7. Fate of the Human Carbine (Peter Jefferies) – 2:58
8. King Rides By – 4:03
9. Bathysphere (Bill Callahan) – 3:01
10. Water and Air – 4:43
11. Enough – 4:25
12. The Coat Is Always On – 3:34

## Divers
La chanson Enough est une reprise dans une version différente d'un titre se trouvant sur l'album Myra Lee sorti en 1996 lui aussi, mais enregistré 2 ans auparavant.